# Eugen Curta
Eugen Curta (n. 3 aprilie 1959, Galtiu, județul Alba – d. 24 februarie 2008) a fost un prozator, romancier, eseist și dramaturg român. Este fiul lui Traian Curta, electrician și cântăreț bisericesc, și al Zoiței (n. Munteanu-Buia). După absolvirea Liceului nr. 2 din Cugir (1979), urmează cursurile Facultății de Electronică din Cluj, luându-și licența în . Din 1983 este programator la Oficiul de Calcul Romtelecom Alba.
Debutează publicistic în 1987 cu proză în revista "Vatra". Debutul editorial are loc în volumuj colectiv Debut '86, sub pseudonimul literar Eugen Voina. Colaborează la revistele: "Vatra", "Tribuna", "Steaua", "Familia", "Calende", "Discobolul".
După volumul de debut, a publicat următoarele volume de proză: Din nou despre dragoste (Ed. Dacia, 1991), În absența unui personaj secundar (Ed. Calende, 1993), Anotimp pentru doi (Ed. Arhipelag, 1996), Penultimul Don Juan (Ed. Generis, 1999), Trenul fără sfârșit (Ed. Generis, 2001), Iubita din vis (Ed. Paem, 2004), Misoginul îndrăgostit (Ed. Generis, 2004), Seducția continuă (Ed. Generis, 2005), Celelalte lumi (Ed. Generis, 2006), Mâine se va naște bunicul meu (Ed. Generis, 2006), Amurg în Piața Intimă (Ed. Unirea, 2009).
Este deținătorul următoarelor premii: Premiul pentru proză la Salonul Național de Carte Oradea (1994) și Premiul Asociației Scriitorilor din Târgu Mureș (1996), Premiul Filialei Tg. Mureș a Uniunii Scriitorilor din România pentru romanul Anotimp pentru doi, Premiul Filialei Tg. Mureș a Uniunii Scriitorilor din România pentru romanul Trenul fără sfârșit, Premiul Filialei Tg. Mureș a Uniunii Scriitorilor din România pentru romanul Misoginul îndrăgostit.
În 2010, a primit titlul de Cetățean de onoare al satului Galtiu[nefuncțională]
, la inaugurarea Căminului Cultural care îi poartă numele.
A călătorit în Elveția, Germania, Franta, Italia, Austria, Anglia. A fost seful Oficiului de Calcul Romtelecom Alba, secretar de redacție la revista "Discobolul" și membru al Uniunii Scriitorilor din România.
Despre cărțile autorului au formulat opinii critice: Diana Câmpan ("Discobolul", nr. 3/1990); Cornel Moraru - La persoana IV plural ("Vatra", nr. 10/1992); Ion Simut - Cum să reîntemeiem dragostea? ("Romania literară", nr. 10/1992); Nicoleta Ghinea - Varianta și în variante ("România literară", nr. 19/1993) și Arta imprevizibilului ("România literară", nr. 10/2000); Miron Beteg - Tentațiile povestirii clasice ("Familia", nr. 2/1994); AI. Th. Ionescu - Viața personajelor secundare ("Calende", nr. 2/1994); Virgil Podoabă, Mihai Sin, Aurel Pantea s.a.